# Ruka Banana
Ruka Banana（ルカバナナ）は、台湾、高雄出身の地下アイドル、ACG歌手。

## 来歴
高校在学中にアルバイトしていたメイドカフェでカラオケを始め、店のアイドルグループに参加。その後2017年からソロでライブを中心に活動している。
2024年末現在、ライブ出演801回。2024年1月26日、Facebookフォロワー1万人。

## 活動
台湾でACGと呼ばれる分野で、メイドカフェ、地下アイドル、アニメ、ゲームの要素が重なる立ち位置で活動している。出演するライブの会場はアイドルイベント、アニメイベント、メイドカフェ。ライブの形式は対バン、持ち時間20分、4曲。主な曲目は台湾で愛される日本のアニメソング、ボカロ、アイドルのカバー曲。

## 人物
母語は中国語と台湾語。日本語は高校の日本学科で学習した。
アニソンシンガーになることを目標にしている。
地下アイドルを生業としている。自営で事務所には所属していない。出演するイベントが開催される週末に合わせて活動する。歌える曲目は約700曲。 オリジナル曲「天体地図」は発表後に行われたライブでほぼ毎回歌っている。
唐揚げの大きさの尺度にバナナを用いたことからそのように呼ばれるようになった。

## 作品[11]
- 天体地図（2019）[日本語]
- Change the World（2020）[日本語]
- 香蕉電波（2022）[中国語]
- 徒花火（2022）[日本語]
- 暁（2022）[日本語]
- ハウリングスター（2023）[日本語]
- Find You（2023）[日本語]
- 健康戦隊ルカバナナ（2023）[日本語]
- 白のキセキ（2023）[日本語]

## ライブ（概要）

### 日本
2019年
- 8月18日 支離滅裂 2019[12][13]

2023年
- 10月29日 MABOROSHIフェス[14][15]
- 10月29日 Extra edition from HMVステージ（インストアライブ）
- 11月24日 Smiling Death on the Stage OSAKA篇［ライブ出演第600回］[16][17]

2024年
- 1月6・7日 レキオスガールズフェスティバル[18][19]

### 台湾
2017年（2回）
- 11月25日 駁2アニメ祭 Fancy Frontier Kaohsiung 10[20][21]

2018年（46回）
- 2月10日 狼のひみつ食堂メイドカフェライブ #1
- 12月15日 駁2アニメ祭 Fancy Frontier Kaohisung 11[23]

2019年（85回）
- 1〜12月 高雄電気街メイドカフェ月例ライブ #11〜22
- 9月29日 3D Live Revolution［ライブ出演第101回、「天体地図」発表］
- 11月23日 駁2アニメ祭 Fancy Frontier Kaohsiung 12[24]

2020年（111回）
- 1〜12月 高雄電気街メイドカフェ月例ライブ #23〜34（8月30日 #30［ライブ出演第200回］）
- 12月5・6日 駁2アニメ祭 Fancy Frontier Kaohsiung 13[25]

2021年（89回）
- 1〜5月 高雄電気街メイドカフェライブ #35〜39
- 11月27日 Smiling Death on the Stage ACG音楽会[27]
- 11月27・28日  駁2アニメ祭 Fancy Frontier Kaohsiung 14[28][29]

2022年（127回）
- 2〜12月 高雄電気街メイドカフェ月例ライブ#40〜50
- 7月29日 漫画博覧会［ライブ出演第400回］
- 11月19日 駁2アニメ祭 Fancy Frontier Kaohsiung 15[31]
- 11月27日 Let's 5 with Banana 5週年ライブ

2023年（158回）
- 1〜12月 高雄電気街メイドカフェ月例ライブ#51〜74
- 1月28日 東京アイドルフェスティバル TIF ASIA TOUR 2023 Taipei[33]
- 5月28日 赤音躁動音楽祭[34]
- 12月8日 高雄市吹奏楽団アニソン神曲祭[35][36]
- 12月16・17日 駁2アニメ祭 Fancy Frontier Kaohsiung 16

2024年（178回）
- 1～12月 高雄電気街メイドカフェ月例ライブ#75～98
- 2月25日 浮現祭アイドルフェスティバル[38]
- 11月16日 森林収穫祭［「天体地図」歌唱第500回］
- 12月14・15日 駁2アニメ祭 Fancy Frontier Kaohsiung 17[39][40]、戦隊ヒーロー&プリキュア アニメ音楽祭
- 12月31日 温故知新 年末ライブ［ライブ出演第800回］

2025年
- 1月4日 高雄電気街メイドカフェ月例ライブ#99〜
- 1月19日 高雄市吹奏楽団アニソン神曲祭2[41]
- 2月23日 浮現祭 EMERGE FEST[42]
- 4月4日 葬送のアイドル

## ライブ（2024）
- 1月6・7日 レキオスガールズフェスティバル
- 1月7日 癸卯年厄介大忘年会
- 1月13・14日 MAGIC IDOL FESTIVE 2024 WINTER
- 1月18日 成機工業[43] 忘・新年会
- 1月20日 3D LIVE Revolution 午後の部・夜の部
- 1月21日 高雄電気街メイドカフェ月例ライブ #75
- 1月21日 日蝕エクリプス 1st LIVE Tour 高雄会場
- 1月22日 高雄電気街メイドカフェ月例ライブ #76
- 1月25〜28日 台北国際ゲーム展
- 1月26日 偶像好声音VOL.13: ACG Cover!!
- 1月27日 HAN鬧 mini 之不要鬧 vol.0 黑兔走青龍來
- 1月27日 雪薇Yukibi(存在証明)生誕祭
- 1月28日 花凪梨理(月宵クレシェンテ) 卒業ライブ
- 2月3日 紫苑(アスター)2nd
- 2月5日 台北国際アニメ節
- 2月5日 Japan Idol Stage vol.03
- 2月18日 高雄電気街メイドカフェ月例ライブ #77・78
- 2月23日 開拓動漫祭 Fancy Frontier 42
- 2月24日 MAH
- 2月25日 浮現祭アイドルフェスティバル
- 2月29日 魂燃天乗ACGアニソンライブ
- 3月2日 SSr Vol.41 午後の部・夜の部
- 3月3日 花咲靈(En9)生誕祭
- 3月9日 レフィヤメイドカフェライブ
- 3月10日 Re:Play 39 Ver.2024
- 3月16日 高雄電気街メイドカフェ月例ライブ #79・80
- 3月23・24日 SSr Vol.42
- 3月24日 放課後の粉色氣息（ACGバンドライブ）
- 3月24日 トイプラPresents ～ Evening star Vol.25
- 3月29日 智冠グループ 龍来玩新年会
- 3月30日 MAGIC IDOL FEST 2024 SPRING
- 3月30日 MAH
- 4月4日 TCL.SP1 こどもの日特別企画
- 4月4日 雨海伊娃(En9)生誕祭
- 4月5日 木苺FRUCTOSE 2nd ツアー 高雄会場
- 4月6日 台中国際アニメ節
- 4月6日 漁人町オタク祭り
- 4月7日 Eudemonics+ in台灣
- 4月13日 小浜ゆみな生誕祭
- 4月14・15日 神魔の塔新年会
- 4月20日 高雄電気街メイドカフェ月例ライブ #81・82
- 4月21日 昼夜旅行 DNT SE.1
- 4月28日 IDOLコラボ vol.47、スイーツカーニバル1週年ライブ
- 5月3日  Ice Queen復活ライブ、MAGIC IDOL LITE VOL.2
- 5月4日 Unknown. 午後の部・夜の部
- 5月5日 Primulavツアー 高雄会場
- 5月11日 存在証明ツアー 高雄会場
- 5月12日 アジアアニメ創作展 Petit Fancy 40、 推しは増やすものだ SP.8
- 5月17日 TiL林家ルカバナナ誕生会
- 5月18日 オーロラ魔法学校学園祭
- 5月19日 高雄電気街メイドカフェ月例ライブ #83・84 ルカバナナ生誕台湾語スペシャル
- 5月25日 新竹国際アニメ祭
- 5月26日 MAGIC IDOL PARTY VOL.2.5 午後の部・夜の部
- 6月1日 MAGIC IDOL PARTY VOL.3［ライブ出演第700回］
- 6月10日 アイドルゾーン、MAH
- 6月14日 偶像好声音 vol.14 運動場対決
- 6月16日 MAH、 iCHIGO PARADiSE Vol.4
- 6月22日 羅賓叔叔(ﾌｧﾝ)生誕祭
- 6月23日  MAGIC BLUE IDOL FESTIVAL
- 6月29日 高雄電気街メイドカフェ月例ライブ #85・86
- 6月30日 MAGIC IDOL FESTIVAL SUMMER 昼の部・夜の部、Modeling Fancy ホビー創作祭
- 7月6日 孫紅狼(ｿﾛ)生誕祭
- 7月7日 MAH、鳶尾リュミエール2周年ライブ
- 7月13日 畫夜行旅 DNT EP.2
- 7月14日 MAH、萌月メイドカフェライブ
- 7月20日 高雄電気街メイドカフェ月例ライブ #87・88
- 7月21日 魂燃天乗ACGライブ
- 7月26日 漫画博覧会、Flora・Fiore花火祭り
- 7月27日 動漫派 第1回空耳杯日本語カラオケ大乱闘
- 7月28日 TAIPEI CITY IDOL EXPO
- 8月3日 高雄電気街メイドカフェ月例ライブ #89・90
- 8月9日 Eko生誕祭
- 8月10日 刹那生誕祭
- 8月17日 Unknown.
- 8月18日 萌次元、三重空軍一村×ホットマーケット
- 8月23日 開拓動漫祭 Fancy Frontier 43
- 8月24日 KIRABASE高雄アイドルフェス
- 8月30日 漁師町オタク祭り
- 8月31日 海浜ロックフェスティバル
- 9月1日 MAGIC IDOL FESTIVAL SUMMER END 昼の部・夜の部
- 9月7日 高雄電気街メイドカフェ月例ライブ #91・92
- 9月8日 SSr Vol.46 昼の部・夜の部
- 9月14日 我水你爽水着祭、YoLo 1周年ライブ
- 9月15日 Flora・Fiore 3周年ライブ虹の花祭り、WARUGAKI GIG 台北
- 9月21日 MAH
- 9月22日 雛菜(存在証明)生誕祭 昼の部・夜の部
- 9月26日 義守大学 新入生歓迎会
- 9月28日 教師の日ライブ
- 10月5日 高雄電気街メイドカフェ月例ライブ #93・94
- 10月6日 初恋Eternalライブツアー 高雄会場
- 10月10日 高雄国際アニメ節
- 10月11日 下水ペーター(地域お笑い芸人)誕生日対バンライブ
- 10月12日 紅月 Vol.1
- 10月13日 氧氣みどり(ｿﾛ)3周年ライブ、MAH
- 10月20日 新北市私立紫蓮慈善事業基金チャリティーイベント、AMS日本アニメ祭
- 10月25日 Unknown.
- 10月26日 MAGIC IDOLハロウィンパーティー、黄色ソロ大集合ライブ
- 11月2日 アジアアニメ創作展 Petit Fancy 41、SSr Vol.50 昼の部・夜の部
- 11月3日 クレイジーサンデー
- 11月9日 高雄電気街メイドカフェ月例ライブ #95・96
- 11月15日 Wirforce
- 11月16日 森林収穫祭［「天体地図」歌唱第500回］
- 11月23日 笑死バンドライブ 地獄の4丁目
- 12月1日  En9熾 4周年ライブ
- 12月7日  MAGIC IDOL FESTIVAL 2024 FINAL、西門PLAY楽購町
- 12月8日 高雄電気街メイドカフェ月例ライブ #97・98
- 12月14日 駁2アニメ祭 Fancy Frontier Kaohsiung 17、戦隊ヒーロー&プリキュア アニソン音楽祭
- 12月15日 駁2アニメ祭 Fancy Frontier Kaohsiung 17、 笑死バンドライブ 地獄の5丁目
- 12月20日 赤の森生誕祭
- 12月21日 Unknownスタジオクリスマスパーティー昼の部・夜の部、台北最High新年城
- 12月22日 MAGIC IDOLクリスマスパーティー、夢良咲夜眠生誕祭
- 12月25日 杏仁ミル6週年記念祭
- 12月28日 MAGIC IDOL PARTY VOL.10
- 12月29日 自肥專場第2回
- 12月31日 温故知新 年末ライブ［ライブ出演第800回］、鶴月亭年越ライブ

## ライブ（2025）
- 1月3日 エリナ(DJ)生誕祭
- 1月4日 高雄電気街メイドカフェ月例ライブ#99・100
- 1月11日 Hikarii Festiival アイドル夢祭り Vol.2
- 1月12日 Perfume Vol.1、神羽星楽(冥海ｵｼｱﾅｽ)生誕祭
- 1月18日 紫苑アスター3周年ライブ
- 1月19日 高雄市吹奏楽団アニソン神曲祭2
- 1月25日 神魔の塔12周年祭、雪薇Yukibi(存在証明)生誕祭
- 1月26日 神魔の塔12周年祭、IDOL ISLAND
- 2月1日 高雄電気街メイドカフェ月例ライブ#99・100
- 2月2日 御宅化祭
- 2月6日 台北国際アニメ節
- 2月7日 開拓動漫祭 FF44、レフィヤメイドカフェライブ
- 2月8日 MAH、レフィヤメイドカフェライブ
- 2月9日 開拓動漫祭 FF44、MAH
- 2月15日 前夜祭
- 2月16日 YoLo生誕祭
- 2月22日 浮現祭×Go Go Fest@清水眷村、MAH
- 2月23日 MAH、浮現祭 EMERGE FEST
- 2月28日 昼夜旅行 DNT SE.3 彰化大仏ステージ、MAGIC IDOL PARTY VOL.11
- 3月1日 SSr Vol.53
- 3月2日 花咲霊(En9熾)生誕祭
- 3月7日 クレセンドメイドカフェ新年会
- 3月8日 高雄電気街メイドカフェ月例ライブ#101・102
- 3月9日 Re:Play 39
- 3月14日 エリナ(DJ)10周年祭
- 3月15日 ソロアイドルオリ曲大乱闘、笑死バンドライブ番外編
- 3月16日 SSr Vol.54 昼の部・夜の部
- 3月22日 森林収穫祭2
- 3月23日  MAGIC IDOL FESTIVAL EXTRA 昼の部・夜の部
- 3月29日 NEONVIVID Vol.1
- 3月30日 MAGIC IDOL PARTY VOL.12 春の私服デートSP
- 4月4日 Unknown vol.4・vol.SP 葬送のアイドル
- 4月5日 高雄電気街メイドカフェ月例ライブ#103・104
- 4月6日 もち(ｿﾛ)デビューライブ
- 4月11日 MAGIC IDOL LITE VOL.11
- 4月12日 MAGIC IDOL FESTIVAL SPRING
- 4月13日 浮現祭春遊祭
- 4月18日 MAGIC IDOL LITE VOL.12
- 4月19日 ユメオイ少女9周年ライブツアー IN 台湾
- 4月20日 Flora・Fiore新体制ライブ、みる(ｿﾛ)生誕祭
- 4月26日 SSr Vol.55
- 4月27日 微光パレット2周年公演
- 5月3日 喧嘩まつり
- 5月4日 木苺フラクトース台湾ツアー高雄会場
- 5月10日 ルカバナナ生誕祭
- 5月11日 Perfume vol.3（昼の部）、MAH（夜の部）
- 5月16日 国立中正大学 日本アニメ神曲音楽会
- 5月17日 高雄電気街メイドカフェ月例ライブ #105・106 ルカバナナ生誕台湾語スペシャル
- 5月18日 存在証明3周年ライブ
- 5月24日 オーロラメイドカフェライブ
- 5月25日 レフィメイドカフェライブ 午後の部・夜の部
- 5月30日 MAGIC IDOL FESTIVAL 2025 SUMMER DAY1
- 5月31日 MAGIC IDOL FESTIVAL 2025 SUMMER DAY2（昼の部、夜の部）、MUSiC GEARライブ
- 6月1日 ASIA IDOL SUMMIT台北会場
- 6月7日 桜草祭、桜音みゆぃ(ｿﾛ)新曲発表会
- 6月8日 高雄電気街メイドカフェ月例ライブ#107・108
- 6月14日 神魔の塔オフ会
- 6月15日 千夏(FloFio)生誕祭、Unknown vol.5
- 6月20日 城鎮原聲
- 6月22日 MUSiC GEAR ライブイベントは突然に
- 6月27日 萌次元-世界遠征Vol.92
- 6月28日 栗羽黎奈(微光ﾊﾟﾚ ｯﾄ)生誕祭、龍宮真咲耶(微光ﾊﾟﾚ ｯﾄ)生誕祭
- 6月29日 新竹国際アニメ節
- 7月5日 TAIPEI CITY IDOL EXPO、真白レモン(冥界ｵｼｱﾅｽ)生誕祭
- 7月11日 高雄電気街メイドカフェ月例ライブ #109
- 7月12日 Coser幻日祭、高雄電気街メイドカフェ月例ライブ #110
- 7月13日 桃園国際アニメ展アニソンライブ
- 7月19日 サキ生誕祭
- 7月20日 刹那生誕祭
- 7月24日 漫画博覧会
- 7月25日 白畫U:MEデビューライブ
- 7月26日 クレセントメイドカフェライブ
- 8月2日 Happy Holidayデビューライブ
- 8月3日 Coser 幻日祭、さえか(ﾓﾘﾓﾘ)卒業祭
- 8月8日 父の日ライブ
- 8月9日 未完成プロローグデビューライブ
- 8月10日 時刻メイドカフェライフ
- 8月16日 高雄電気街メイドカフェ月例ライブ #111・112
- 8月17日 SSr Vol.57

## メディア
公共放送
- 公共電視 獨立特派員 第808集「台灣地下偶像文化，正在蓬勃發展！你好！我是地下偶像」2023/07/05[34]

BS
- TVBSニュース「電玩展擠爆！皮卡丘現身.沙國千萬概念館炫富」2024/01/27[44]

ケーブルテレビ
- 狼谷育樂台「《電競讚起來》台灣也有地下偶像？夢想與興趣結合的璀璨舞台！」2020/10/23[45]

- 三立電視台 綜藝大熱門「大挑戦 推しのアイドル」2024/09/05[46]

## タイアップ
2019年
- 台湾（中華民国）文化部「漫画産業人材育成プログラム成果展[47][48]」テーマ曲「夢想升空」[中国語]
- ゲーム「MEOW一王領騎土[49]」高文キャラクターソング [中国語]

2023年
- ゲーム「神魔の塔[50]」10周年テーマ曲 [中国語]
- ゲーム「森の物語[51]」テーマ曲 [日本語]

2024年
- ゲーム「神魔の塔[52]」11周年テーマ曲 [中国語]

2025年
- ゲーム「神魔の塔」12周年テーマ曲 [中国語]
- 時刻メイドカフェ　テーマ曲［日本語］